# Traçaia
José Roque Paes, apelido Traçaia, na Áustria conhecido como Jose Tracaia, (Cuiabá, 16 de agosto de 1933 — Recife, 21 de junho de 1971), foi um futebolista brasileiro que atuou como atacante. Nas décadas de 1950 e 1960 ganhou cinco vezes o Campeonato Pernambucano com o Sport e a Copa da Áustria com Admira da Viena com quem foi também vice-campeão. Com a Seleção Brasileira participou no Campeonato Extra Sul-Americano de 1959.

## Carreira
Ele carrega o privilégio de ser o maior artilheiro a vestir a camisa do Sport Club do Recife. Traçaia marcou 202 gols defendendo o Leão e foi ídolo da torcida entre os anos de 1955 a 1962, sagrando-se campeão Pernambucano em 1955, 1956, 1958, 1961 e 1962.
Traçaia nasceu em 16/08/1933. Natural de Cuiabá, no Mato Grosso, começou a carreira em 1951, no Palmeiras de seu estado natal. Depois, defendeu mais dois clubes da terra - o Mixto e o Dom Bosco - antes de desembarcar na Ilha do Retiro.
Logo Traçaia conquistou o primeiro título pelo Sport: o Campeonato do cinqüentenário, em 1955. Integrante de um ataque mágico, ao lado de Naninho, Gringo, Soca e Geo, Traçaia marcou 22 gols e terminou na frente da artilharia do torneio.
Em 1959 a seleção pernambucana representa o Brasil no Campeonato Sul-Americano Extra que se realizaria no Equador. Traçaia é convocado pelo treinador Gentil Cardoso, e o Brasil termina o Sul-Americano Extra em terceiro lugar. Traçaia jogou como titular nos quatro jogos do campeonato. Num amistoso após do torneio contra o Equador, em 27 de dezembro de 1959 Traçaia marcou um gol.
Os anos passaram e o mato-grossense franzino foi firmando-se cada vez mais como ídolo da torcida. Seus 201 gols deram muitas alegrias aos rubro-negros e escreveram mais uma bela página de glórias do clube.  Traçaia carrega o título de maior goleador rubro-negro no Clássico dos Clássicos. Ele marcou 13 gols contra o rival alvi-rubro. Além disso, é o maior artilheiro do Sport em campeonatos pernambucanos, com 85 gols marcados.
Em 1962 foi para o SK Admira, clube da cidade de Viena, a capital da Áustria. Terminou a primeira temporada como vice-campeão e, nos dois anos seguintes, em sétimo e terceiro lugar, respectivamente.  Em 1964 fez parte do elenco que ajudou o clube na Copa da Áustria, marcando um gol n semifinal contra o Kapfenberger SV. Não jogou a final, na qual o Admira ganhou com 1×0 contra o FK Austria Wien, se sagrando campeão da competição.
Na temporada seguinte, Traçaia foi para o clube de Kapfenberg, na cidade homônima localizada a cerca 120 km no sudeste da Viena, onde encerrou a sua carreira com um 11° lugar na primeira divisão austríaca.
No ano de 1966, se tornou jogador-treinador do SV Glaubendorf, um clube das divisões inferiores, conhecido desde 1977 como SV Heldenberg.
Tendo voltado a morar no Recife, Traçaia morreu no 21 de junho de 1971 em Recife, sendo que seu enterro contou com a presença de vários ex-companheiros de equipe. O presidente da federação pernambucana, Rubem Moreira, atendeu um pedido para uma ajuda para as despesas do sepultamento.

## Títulos
- Campeonato Matogrossense: 1953.
- Campeonato Pernambucano: 1955, 1956, 1958, 1961, 1962.
- Campeonato da Áustria: vicecampeão 1963.
- Copa da Áustria: 1964.
- Medalha Mérito Esportivo do Governo do Estado do Mato Grosso